# Sommersdorf, Mecklenburgische Seenplatte
Sommersdorf là một đô thị thuộc huyện Mecklenburgische Seenplatte (trước thuộc Vorpommern-Greifswald (trước thuộc Demmin)), bang Mecklenburg-Vorpommern, Đức. Đô thị Sommersdorf, Demmin có diện tích 8,71 km², dân số thời điểm ngày 31 tháng 12 năm 2006 là 276 người.